# Centre vendéen de recherches historiques
Le Centre vendéen de recherches historiques (CVRH) est un centre de recherches français et une maison d'édition spécialisés dans l’histoire de la Vendée, dont le siège social se situe à La Roche-sur-Yon, en Vendée.

## Présentation
En 1994, quelques mois après la tenue d’un colloque marquant le bi-centenaire du soulèvement vendéen de 1793, dans les locaux de l'Institut catholique d'enseignement supérieur, une idée prit corps : créer un Centre de recherches afin de prolonger les débats et de poursuivre des travaux.
Les porteurs de ce projet désiraient un ancrage universitaire. Ce fut l’Université Paris IV-Sorbonne et le Centre Roland-Mousnier qui accordèrent leur parrainage. Le recteur Jean-Pierre Poussou, avec l’aide de quelques collègues, favorisa la mise en action du projet. Alain Gérard, qui après sa thèse sur le Bas-Poitou à la période moderne, avait publié plusieurs travaux, fut choisi comme directeur du Centre et intégré comme chercheur à l’Université de Paris IV. Une association fut constituée pour servir de base administrative à cette construction.
Quelques années plus tard, en 2003, un Groupement d’intérêt public fut créé réunissant l’Université de Paris IV-Sorbonne, le Conseil régional des Pays de la Loire, le Conseil départemental de la Vendée et l'association de soutien. Le Conseil d’administration du GIP, initialement présidé par le professeur Olivier Guillot, l'est, de 2023 à 2025, par le professeur Martin Aurell. Un directeur scientifique, le professeur Reynald Abad (Université Paris IV-Sorbonne) assure le lien entre le Conseil scientifique et le directeur du Centre.
Ce Centre a mis en place un Conseil scientifique  Il fut en premier temps présidé par Pierre Chaunu et François Furet, puis par Pierre Chaunu et Jean-Pierre Bardet. 
La publication d’ouvrages constitue la première activité. Quatre-vingt ouvrages ont été publiés en 2014, en une vingtaine d'années depuis la création du CVRH, notamment sur l’histoire du Bas-Poitou et de la Vendée, au travers de monographies, de mémoires, de biographies, d’essais, d’ouvrages de vulgarisation. À ce titre, a été conçue la collection « la Vendée, les indispensables ». « Beaux livres » et livres de poche désormais sont disponibles. L’organisation de colloques et de journées d’études a été également une activité importante du CVRH. Huit colloques se sont tenus entre la création et 2014.

## Direction du Centre vendéen de recherches historiques
Le président du CVRH est, de 2023 à son décès en 2025, le professeur Martin Aurell, médiéviste spécialiste de la dynastie Plantagenêt, qui succède au recteur Maurice Quénet, professeur émérite de l’université Paris-II-Panthéon-Assas, qui a lui-même succédé à Olivier Guillot, juriste et historien, professeur émérite à la Sorbonne.
À la suite d'Alain Gérard qui dirigea le CVRH de 1994 à 2011, Michel Chamard, historien français et ancien journaliste à Valeurs actuelles et au Figaro, fut le directeur administratif et éditorial jusqu'en 2014. Il fut alors remplacé par Pierre Legal, docteur en droit, diplômé d'études approfondies en histoire, maître de conférence HDR en histoire du droit à Nantes et doyen honoraire de la Faculté de droit et des sciences politiques de Nantes. Yannis Suire a succédé à Pierre Legal le 1er août 2017. Conservateur du patrimoine, par ailleurs chargé de l'Inventaire général du patrimoine culturel de la Vendée, il est spécialiste en histoire de l'environnement. Sa thèse d'École des Chartes, soutenue en 2002 sur l'histoire de l'environnement dans le Marais poitevin, a été publiée en 2006 au CVRH.